# Kings of Sleep
Kings of Sleep è il secondo album solo di Stuart "Stu" Hamm, pubblicato nel 1989.

## Tracce
1. Black Ice
2. Surely the Best
3. Call of the Wild
4. Terminal Beach
5. Count Zero
6. I Want to Know
7. Prelude in C
8. Kings of Sleep

## Formazione
- Stuart Hamm - basso
- Jonathan Mover - batteria
- Scott Collard - tastiere
- Amy Knoles - percussioni
- Harry Cody - chitarra
- Buzzy Feiten - chitarra